# Javi Serrano
Javier „Javi“ Serrano Martínez (* 16. Januar 2003 in Madrid) ist ein spanischer Fußballspieler.

## Karriere

### Verein
Serrano begann seine Karriere bei Atlético Madrid. Nach Jahren in der Jugend debütierte er im März 2021 für die Reserve Atléticos in der Segunda División B. Für Atlético B kam er zu bis Saisonende zu acht Drittligaeinsätzen, mit dem Team stieg er allerdings, auch durch eine Ligareform, von der dritten Liga in die fünftklassige Tercera División RFEF ab. In der folgenden Spielzeit stand er im August 2021 erstmals im Kader der Profis des Hauptstadtklubs. Sein Profidebüt gab der Mittelfeldspieler im November 2021 gegen den FC Liverpool in der UEFA Champions League. Sein Debüt in der Primera División folgte dann im Januar 2022 gegen den FC Valencia. Bis zum Ende der Saison 2021/22 absolvierte er fünf Partien im Oberhaus und 19 für Atlético B in der fünften Liga.
Im August 2022 wurde Serrano an den Zweitligisten CD Mirandés verliehen. Für das Team kam er in den ersten zehn Spielen neunmal in der Segunda División zum Einsatz, anschließend spielte er aber keine Rolle mehr und wurde nie mehr eingesetzt. Daraufhin wurde Ende Januar 2023 die Leihe vorzeitig beendet und der 20-Jährige wurde innerhalb der zweiten Liga an die UD Ibiza weiterverliehen. Für Ibiza absolvierte er 15 Zweitligaspiele, mit dem Inselklub stieg er allerdings aus der Segunda División ab.
Zur Saison 2023/24 folgte dann die dritte Leihe für Serrano, er wechselte zum österreichischen Bundesligisten SK Sturm Graz. Bei Sturm konnte er sich aber nicht durchsetzen, während der Leihe kam er zu acht Einsätzen in der Bundesliga. Mit Sturm holte er das Double.

### Nationalmannschaft
Serrano spielte zwischen 2019 und 2022 23 Mal für spanische Jugendnationalteams.

## Erfolge
- Österreichischer Meister: 2024
- Österreichischer Cupsieger: 2024